# 貢貝溪國家公園
貢貝溪國家公園（Gombe Stream National Park）是東非國家坦桑尼亞的國家公園，位於該國西部基戈馬以北20公里，佔地52平方公里。

## 历史
成立於1968年，是該國面積最小的國家公園，野生動物有黑猩猩、東非狒狒、綠猴、河馬、豹和超過200種鳥類。著名的研究學者珍·古德女爵士便常在此國家公園內研究黑猩猩。

## 外部連結
- Official site
- Tanzania tourist board
- Ape site at UCSD （页面存档备份，存于）